# اريك باركر
اريك باركر (بالإنجليزية: Eric Barker) هو ممثل بريطاني، ولد في 12 فبراير 1912 في المملكة المتحدة، وتوفي بنفس المكان في 1 يونيو 1990.

## وصلات خارجية
- اريك باركر على موقع IMDb (الإنجليزية)
- اريك باركر على موقع روتن توميتوز (الإنجليزية)
- اريك باركر على موقع ألو سيني (الفرنسية)
- اريك باركر على موقع أول موفي (الإنجليزية)
- اريك باركر على موقع قاعدة بيانات الأفلام السويدية (السويدية)
- اريك باركر على موقع قاعدة بيانات الفيلم (الإنجليزية)
- اريك باركر على موقع كينوبويسك (الروسية)